# Wiking-Jugend
La Wiking-Jugend (en français Jeunesse Viking), fondée entre autres par Gudrun Burwitz, est un mouvement de jeunesse néo-nazi allemand interdit en 1994 par le ministère fédéral de l’intérieur,.

## Histoire
La WJ est fondée en 1952 à Wilhelmshaven (Basse-Saxe) par la fusion de divers groupes de jeunes d'extrême-droite (la « Jeunesse du Reich » et des parties de la « Jeunesse unitarienne allemande » et des « Jeunes patriotes »). Cofondateur de la WJ, Walter Matthaei, d'Aix-la-Chapelle, en est le  premier président national. Après son départ, la Wiking-Jugend est dirigée par la famille Nahrath : d'abord Raoul Nahrath, puis son fils Wolfgang et son petit-fils Wolfram, en collaboration avec Sascha Wagner. Le siège est transféré à Cologne, puis Stolberg. En 1991, après la chute du mur de Berlin et la Réunification allemande, le siège est fixé à Berlin.
La WJ a été interdite le 10 novembre 1994 par le ministre allemand de l'Intérieur.

## Structure
L'organisation, formellement une association, ne se limitait pas aux frontières de l'Allemagne de l'ouest mais s'orientait selon celles du Reich. Le Bund (Fédération) était dirigé par un Bundesführer (Führer fédéral) et se divisait en Gau, eux-mêmes divisés en Horst.
La WJ, dont les membres sont nommés Pimpf pour les garçons et Jungmädel pour les filles, était endoctrinée mentalement et physiquement comme son modèle historique, les Jeunesses hitlériennes — l'organisation étant par ailleurs divisée strictement selon le principe du chef de file.
Le Gauzeichen était rectangulaire (texte blanc sur fond noir) et non identique à celui des Jeunesses hitlériennes. Le symbole de la WJ était un aigle sur fond rouge, la rune germanique d'Odal servant également de signe de ralliement. L'interdiction du groupe comprend en outre l'interdiction de l'utilisation de la rune comme symbole. Avant sa dissolution, la Wiking-Jugend avait des filiales aux Pays-Bas et en Espagne, Grande-Bretagne, Flandre, Australie, Nouvelle-Zélande et Suisse. Environ 15.000 jeunes[réf. nécessaire] étaient membres de la WJ.